# Happy Computer
Die Happy Computer aus dem damaligen Markt+Technik Verlag (später teilweise vom WEKA-Verlag übernommen) war neben verschiedenen anderen deutschen Computerzeitschriften (64’er, Chip, CPC Amstrad International, Computer Persönlich) eine der Fachpublikationen für Heimcomputeranwender in den 1980er-Jahren.
Von November 1983 bis zur letzten Ausgabe 1990 bot sie aktuelle Neuheiten, Vergleichstests, Tipps und Tricks sowie Listings rund um damals erfolgreiche Heimcomputersysteme wie Amstrad CPC, Atari 400, Atari 800, Commodore 64, Dragon 32, Dragon 64, MSX, TI-99/4A, VC 20, Sinclair ZX81, Sinclair ZX Spectrum. Die Happy Computer war eine der Computerzeitschriften, die sich mit verschiedenen Systemen beschäftigte, und bot so dem Leser, in jeder Ausgabe liebevoll mit „Hallo Freaks“ begrüßt, einen Blick über den Tellerrand „seines“ Systems.
Der Spieleteil der Happy Computer bestand anfangs aus nur einigen Seiten. Aus ihm wurde „Der große Spiele-Sonderteil“, welcher von Ausgabe 11/1986 bis 9/1988 erschien. Aus diesem wiederum entstand ab Anfang 1988 das Spielemagazin Power Play. Einige der Autoren der ersten Stunde sind auch heute noch bekannt, vornehmlich Heinrich Lenhardt und Boris Schneider.
Die Erstausgabe hatte den Titel Hobby Computer. Nach einer rechtlichen Auseinandersetzung wegen der Namensähnlichkeit zum Magazin Hobby wurde die Zeitschrift mit der zweiten Ausgabe (Dezember 1983) in Happy Computer umbenannt.
Eine weitere Namensänderung, verbunden mit einer kompletten Umstellung des Heftkonzepts, erfolgte im Januar 1990: Aus „Happy Computer“ wurde Computer Live, welche von der bisherigen Leserschaft aufgrund des Wandels vom Heimcomputer-orientierten zum „seriösen“ PC-Magazin jedoch nicht angenommen wurde.